# 勒星頓縣 (南卡羅萊納州)
勒星頓县（英語：Lexington County），又译莱克星顿县，是美国南卡罗来纳州中西部的一個縣。成立於1785年。面積1,963平方公里。根據2020年美國人口普查，共有人口293,991人。縣政府驻勒星頓（Lexington）。該縣成立於1785年，1791年合併入奧蘭治堡縣，1804年恢復。縣名紀念美國獨立戰爭中列克星敦和康科德战役。